# Roquerol isabelí
El roquerol isabelí o roquerol africà (Ptyonoprogne fuligula) és una espècie d'ocell de la família dels hirundínids (Hirundinidae). Habita penya-segats, barrancs i ciutats de l'Àfrica subsahariana. El seu estat de conservació es considera de risc mínim.